# Universidade da Carolina do Norte

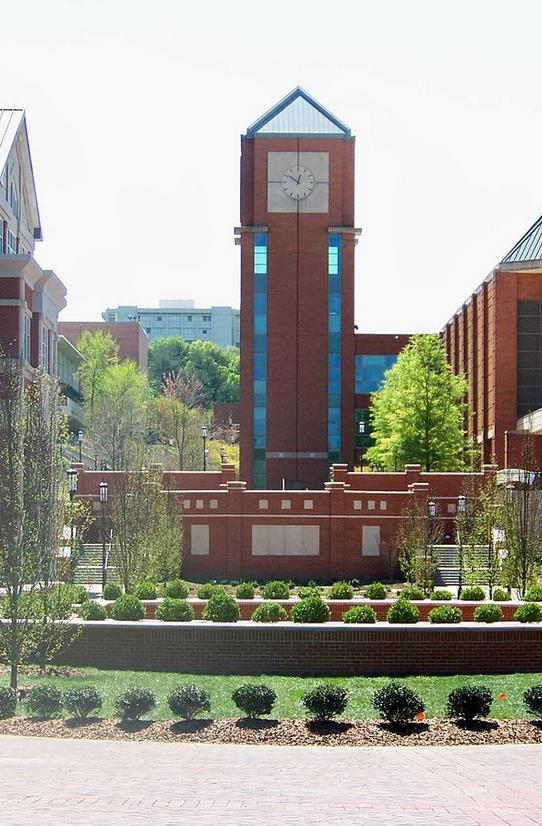
Universidade da Carolina do Norte em Charlotte.

A Universidade da Carolina do Norte é um sistema universitário de várias universidades públicas, composto por todas as 16 universidades públicas da Carolina do Norte, bem como pela Escola de Ciências e Matemática da Carolina do Norte, a primeira escola pública residencial residencial do país para alunos talentosos.
Comumente chamado de Sistema da Universidade da Carolina do Norte ou Sistema UNC para diferenciá-lo do campus original em Chapel Hill, a universidade tem uma matrícula total de mais de 183.001 estudantes, e em 2008 conferiu mais de 75% de todos os diplomas de bacharelado na Carolina do Norte. Os campi da UNC conferiram 43.686 graus em 2008-2009, a maioria dos quais estavam no nível de bacharel, com 31.055 graus concedidos.

## História
Fundada em 1789, a Universidade da Carolina do Norte em Chapel Hill é uma das três escolas que reivindicam o título de universidade pública mais antiga dos Estados Unidos. Encerrou de 1871 a 1875, enfrentando sérios problemas financeiros e de inscrição durante a era da Reconstrução. Em 1877, o Estado da Carolina do Norte começou a patrocinar instituições de ensino superior adicionais. Com o tempo, o estado adicionou uma faculdade de mulheres (agora conhecida como Universidade da Carolina do Norte em Greensboro), uma universidade de concessão de terras (Universidade Estadual da Carolina do Norte), cinco instituições historicamente negras (Universidade Estadual da A&T da Carolina do Norte, Universidade Central da Carolina do Norte, Winston - Universidade Estadual de Salem, Universidade Estadual de Fayetteville e Universidade Estadual de Elizabeth City) e uma para educar índios americanos (Universidade da Carolina do Norte em Pembroke). Outros foram criados para preparar professores para a educação pública e instruir artistas performáticos.
Durante a Depressão, a Assembléia Geral da Carolina do Norte buscou economia de custos no governo estadual. Para esse esforço em 1931, redefiniu a Universidade da Carolina do Norte, que na época se referia exclusivamente à Universidade da Carolina do Norte em Chapel Hill; a nova Universidade Consolidada da Carolina do Norte foi criada para incluir os campi existentes da Universidade da Carolina do Norte em Chapel Hill, Universidade Estadual da Carolina do Norte e da Universidade da Carolina do Norte em Greensboro. Os três campi estavam sob a liderança de apenas um conselho e um presidente. Em 1969, três campi adicionais ingressaram na Universidade Consolidada por meio de uma ação legislativa: a Universidade da Carolina do Norte em Charlotte, a Universidade da Carolina do Norte em Asheville e a Universidade da Carolina do Norte em Wilmington.
Em 1971, a Carolina do Norte aprovou legislação trazendo para a Universidade da Carolina do Norte todas as 16 instituições públicas que conferem diplomas de bacharel. Essa rodada de consolidação concedeu a cada instituição constituinte um Chanceler e um Conselho de Administração. Em 1985, a Escola de Ciências e Matemática da Carolina do Norte, uma escola residencial para alunos talentosos, foi declarada uma escola afiliada da universidade. Em 2007, o ensino médio se tornou um membro pleno da universidade.

## Literatura
- McGrath, Eileen, and Linda Jacobson. "The Great Depression and Its Impact on an Emerging Research Library: The University of North Carolina Library, 1929–1941," Libraries and the Cultural Record, (2011), 46#3 pp 295–320.